# Ngourkosso
Le Ngourkosso ou NGourkosso est un des quatre départements composant la région du Logone Occidental. Son chef-lieu est Benoye.

## Subdivisions
Le département de Ngourkosso est divisé en six sous-préfectures :
- Benoye
- Bebalem
- Bekiri
- Beladjia (ou Beladja)
- Bourou
- Saar Gogne

## Administration
Liste des administrateurs :
Préfets du Ngourkosso
- 9 octobre 2008 : Nadjiandem Golbe[2]
- 3 novembre 2009 : Abakar Ingaï[3]
- 24 novembre 2014 Issa Ndiwakeur Guelndi
- 31 décembre 2021 :Issakha sounni sougoudoumi